# Stomphastis crotoniphila
Stomphastis crotoniphila là một loài bướm đêm thuộc họ Gracillariidae. Nó được tìm thấy ở Nam Phi.
Ấu trùng ăn Croton sylvaticus. Chúng ăn lá nơi chúng làm tổ.